# La Boissière-sur-Èvre
La Boissière-sur-Èvre är en kommun i departementet Maine-et-Loire i regionen Pays de la Loire i nordvästra Frankrike. Kommunen ligger i kantonen Montrevault som tillhör arrondissementet Cholet. År 2018 hade La Boissière-sur-Èvre 441 invånare.

## Befolkningsutveckling
Antalet invånare i kommunen La Boissière-sur-Èvre
| Referens: INSEE |